# لیک سیتی (کلرادو)
لیک سیتی (به انگلیسی: Lake City) شهری در ایالت کلرادو کشور ایالات متحده آمریکا است که جمعیت آن در سرشماری سال ۲۰۱۰ میلادی، ۴۰۸ نفر بوده‌است.